# ازدیاد برداشت نفت

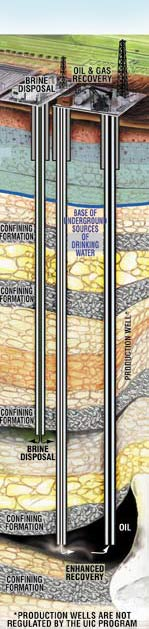
دکل تزریقی با هدف ازدیاد برداشت نفت

ازدیاد برداشت نفت (انگلیسی: Enhanced oil recovery) به مجموعه تکنیک‌ها و فرایندهایی  اطلاق می‌گردد، که طی آن سعی می‌شود با استفاده از انرژی یا مواد خارج از میدان نفتی، میزان نفت خامی را که استخراج آن‌ها با روش‌های معمولی امکان‌پذیر یا تولید آن اقتصادی و مقرون به صرفه است، استخراج و مورد بهره‌برداری قرار دهند.
روش‌های مختلف ازدیاد برداشت نفت عبارتند از: روش‌های آب‌روبی، روش‌های گرمایی، (تحریک دوره‌ای با بخار آب، بخار روبی، رانش با آب گرم و احتراق درجا) روش‌های شیمیایی، (رانش با پلیمرها، سورفاکتانت‌ها، بازها و پلیمرهای مسیلی) روش‌های امتزاجی، (تزریق گازهای هیدروکربنی، تزریق دی‌اکسیدکربن و نیتروژن، همچنین تزریق گازهای حاصل از احتراق به صورت امتزاجی یا غیرامتزاجی) این روش‌ها با افزایش فشار مخازن به‌طور فیزیکی باعث جابجایی نفت در مخزن، از محل چاه‌های تزریقی به سمت چاه‌های تولیدی می‌گردد. در مجموع هدف همه روش‌های ازدیاد برداشت نفت، به حرکت واداشتن نفت‌های باقی‌مانده درون مخزن، به سمت چاه تولیدی در سطح مخزن نفتی می‌باشد.